# OC44 og OC45
Nogle af de første masseproducerede RF-transistorer var OC44 og OC45. De er bipolare transistorer, som er baseret på germaniumbrikker (mikrochips). Disse transistorer indeholder to legerede NP-overgange og derfor kaldes de legeringstransistorer.
OC44 og OC45 blev offentliggjort ved Firato-udstillingen i Amsterdam den 8-15. oktober 1956 af Philips (datterselskaber: Mullard (UK), Valvo Gmbh. (Tyskland) og La Radiotechnique (Frankrig)).
Transistorproduktkoderne "OC44" og "OC45" følger Mullard-Philips elektronrørsbenævnelsen, "O" indikerer at elektronrøret har en koldkatode - "C" indikerer at det er en triode - og fx "44" er et løbenummer. En transistor er ikke et elektronrør, men ikke desto mindre blev transistorerne mærket med en udbredt europæisk elektronrørsbenævnelse.
En typisk mellembølge radiomodtager anvendte fx:
- 1 stk OC44, 2 stk OC45 til radioforsatsen
- nogle OC71 til forforstærker
- 2 stk OC72 til effektforstærker

## Prissammenligning
Prisen for en OC44 i 1961 var ca. 26 engelske shillings hvilket svarer til 1,3 pund sterling; det svarer til ca. 28 pund sterling i 2023, hvilket svarer til ca. 235 kr i 2023, hvilket var dyrere end de fleste af datidens elektronrør. Prisen for en OC45 i 1961 var ca. 23 engelske shillings. (En langt bedre transistor (BC550, Ft:250MHz; dog beregnet til lavfrekvens) kan i 2023 købes for ca. 1,20 kr. En egentlig radiofrekvens transistor (BF199 Ft:550MHz) kan i 2023 købes for ca. 6 kr.)

## Teknisk
OC44 blev markedsført til at blive anvendt i det kombinerede transistortrin blander og oscillator i AM-radioer og har typisk Ft=15MHz (7,5-30MHz) i fælles basis ved Ie=1mA og Uce=6V. Basis-emitter kapacitansen er Cbe=410pF.
OC45 blev markedsført til at blive anvendt som forstærker for mellemfrekvensen og har typisk Ft=5MHz (3-12MHz) i fælles basis ved Ie=1mA og Uce=6V. Basis-emitter kapacitansen er Cbe=1000pF. I en typisk AM-radio blev der anvendt to mellemfrekvenstrin.
De to transistortyper blev isat huset SO-2. "SO" står for eng. Small Outline. Husets glasindkapsling er sortmalet, da transistorchippen er lysfølsom.